# 李咸
李咸（100年—175年），字元卓，一字元贞，汝南郡西平县（今河南省西平县）人，东汉时期人物。
李咸年轻时以才识闻名乡里，被举为孝廉，任州郡属官、太守。精于吏治，办事练达，官至太仆。汉灵帝建宁四年（171年）三月，太尉闻人袭因为日食免官，李咸继任太尉。建宁五年（172年）六月初十，先前因父故大将军窦武与宦官争权失败而失势被幽禁的太后窦妙去世，宦官曹节、王甫仇恨窦武，准备以贵人之礼安葬窦太后。李咸带病，据理力争，窦太后最终入太庙，配享汉桓帝。因为李咸为官忠正，清廉公直，为宦官所惧。熹平二年（173年）三月，李咸因大瘟疫免职，司隶校尉段颎继为太尉。熹平四年逝世，享年七十六歲。